# ش

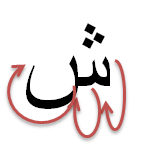

ش(아랍어: ﺷﻴﻦ, 신)은 아랍 문자의 열 세 번째 글자로, 음가는 무성 후치경 마찰음 /ʃ/이다. 영어의 she에서 sh 소리와 비슷하다.
| 글자 모양 | 글자 모양 | 글자 모양 | 글자 모양 |
| 단독형    | 어두형    | 어중형    | 어말형    |
| ﺵ         | ﺷ         | ﺸ         | ﺶ         |
| --------- | --------- | --------- | --------- |